# 조남애
조남애(趙南愛, 1968년 8월 5일, 충청남도 서산시 ~ )은 대한민국의 제4·5·6대 울산광역시 남구의원이다.

## 학력
- 춘해대학교 복지상담과 (사회복지2급) 졸업

## 경력
- 동양나이론 노동조합 부위원장
- 햇살어린이집 원감 및 삼산동 소풍도서관 관장
- 한국보육교사회 교육부 부장
- 전국보육노동조합 울산지부 준비위원회 위원장
- 울산여성회 남구지부 준비위원회 위원장
- 삼산문화센터 운영위원회 위원장
- 민주노동당 울광역시 남구위원회 여성부 부장
- (사)울산여성회 한부모가족 지원센터 고문
- 울산종합상담센터 이사장
- 동그라미 장애인 평생학교 운영위원
- 2006.07 ~ 2010.06 제4대 울산광역시 남구의회 의원
- 2010.07 ~ 2014.06 제5대 울산광역시 남구의회 의원
- 2010.07 ~ 2012.07 제5대 울산광역시 남구의회 전반기 건설환경위원회 위원
- 2012.07 ~ 2014.06 제5대 울산광역시 남구의회 후반기 행정자치위원회 위원장
- 2014.07 ~ 2018.04 제6대 울산광역시 남구의회 의원
- 2014.07 ~ 2016.07 제6대 울산광역시 남구의회 전반기 복지건설위원회 위원
- 2016.07 ~ 2018.04 제6대 울산광역시 남구의회 후반기 의회운영위원회 위원
- 2016.07 ~ 2018.04 제6대 울산광역시 남구의회 후반기 행정자치위원회 부위원장
- 2014.10 ~ 2014.12 통합진보당 울산시당 남구 지역위원회 위원장
- 2018.08 ~ 2020.06 민중당 울산시당 남구 지역위원회 위원장

## 역대 선거 결과
|  | 21.36% |

|  | 25.99% |

|  | 23.40% |

|  | 17.17% |

## 참고 자료
- 조남애의 미니홈피 - 싸이월드